# Fare (Messenia)
Fare, o anche Fere, (in greco antico Φαραί, Strab., Paus.; Φηρή, Hom. Il. 5.543; Φηραί, Il. 9.151; Φεραί, Xen. Hell. 4.8.7) era un'antica città della Messenia, locata su una collina che si elevava sulla riva sinistra del fiume Nedone, ad una distanza di 1.5 km dal Golfo di Messenia. Secondo Strabone si trovava a 5 stadi dal mare, secondo Pausania 6. Pausania distingue Fare dalla città achea di Fara (Φαραὶ), a 150 stadi da Patrasso e a 70 stadi dalla costa. Fare si trovava nella stessa posizione di Calamata, l'attuale capitale della Messenia, e sembra che anche nell'antichità fosse la città principale della pianura della Messenia meridionale.
Si dice che sia stata fondata da Fari, figlio di Ermes e di Filodamèa, una delle danaidi (figlie di Danao).
In Omero, Fere era la città da cui proveniva Diocle, i cui figli Cretone e Orsiloco furono uccisi da Enea. Fra le promesse che fece ad Achille, Agamennone fece anche quella di includere la "santa Fere" fra le sette "roccaforti" nella dote della figlia che Achille avrebbe potuto scegliere di sposare se fosse tornato a combattere per conto degli Achei. Strabone sostiene che Fere dovesse appartenere agli Atreidi, altrimenti Agamennone non l'avrebbe offerta. Telemaco e Pisistrato, sia mentre andavano a Pilo per visitare il re Menelao a Sparta sia durante loro ritorno, trascorsero una notte a Fere nella casa di Diocle.
Senofonte scrive che Pherae (Φεραί) era una delle città spartane rase al suolo dal satrapo persiano Farnabazo II e dal generale ateniese Conone durante la guerra di Corinto (nel 394 a.C.)
Dopo la presa di Messene da parte della Lega achea nel 182 a.C., Fare, Abia e Thuria si separarono da Messene e divennero ciascuna un membro distinto della lega. Pausania scrive che poiché la Messenia si schierò con Marco Antonio durante la guerra civile romana, Augusto fece incorporare Fere e tutta la Messenia nella Laconia come punizione, ma questo provvedimento fu poi annullato da Tiberio. Pausania visitò la città e scrisse dei suoi templi dedicati a Tiche, e a Nicomaco e Gorgaso, nipoti di Asclepio. Fuori della città c'era un boschetto dedicato ad Apollo Carneio, e in esso c'era una fontana o sorgente d'acqua. Strabone scrive correttamente che Fare aveva un ormeggio, utilizzabile però solo durante l'estate. La città stabilì una colonia con lo stesso nome a Creta.
Non ci sono resti antichi di Fare a Calamata. L'altura sopra la città è coronata da un castello medievale in rovina. Fu la residenza di molti dei sovrani latini del principato di Morea. Qui nacque Guglielmo di Villehardouin. Nel 1685 fu conquistata e ampliata dai Veneziani. Fu il quartier generale dell'insurrezione del 1770 e poi della rivoluzione greca del 1821, che da lì si estese a tutta la penisola.